# Grumman E-1 Tracer
Il Grumman E-1 Tracer fu il primo velivolo AWACS utilizzato dalla United States Navy. Fu sviluppato a partire dal C-1 Trader ed entrò in servizio nel 1958. Fu sostituito dal più moderno E-2 Hawkeye all'inizio degli anni settanta.

## Progetto e sviluppo

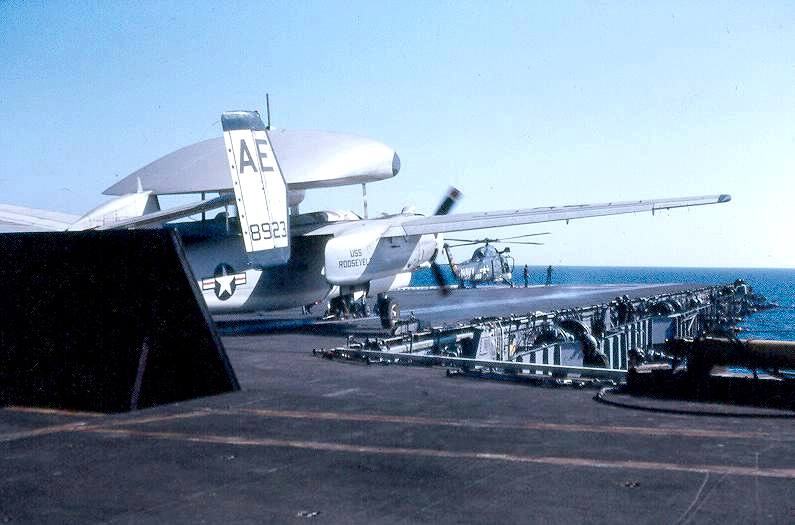
Un E-1B del VAW-121 sulla nel 1970

L'E-1 fu designato WF nel vecchio sistema della US Navy; ciò gli fece guadagnare il soprannome Willy Fudd. Essendo l'S-2 Tracker conosciuto come S2F, esso fu soprannominato Stoof; il WF/E-1 con il suo radome fu chiamato anche Stoof with a Roof.

### Radar

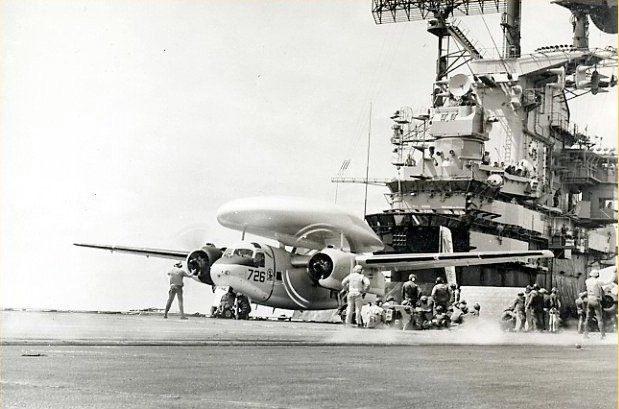
Un Tracer del VAW-111 sulla USS Bon Homme Richard

Nel radome del Tracer è inserito un radar Hazeltine AN/APS-82. L'apparecchio ha un AMTI (Airborne Moving Target Indicator - Indicatore dell'obiettivo volante in movimento), che attraverso l'effetto Doppler può distinguere un velivolo in movimento nella confusione prodotta dalle onde del mare. Per separare un oggetto in movimento dallo sfondo esso è dotato di un hardware apposito.

## Varianti

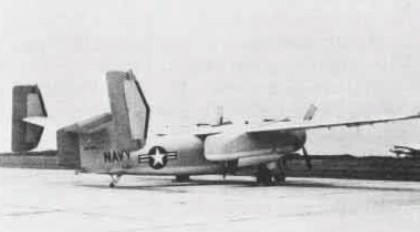
Il prototipo XTF-1W.

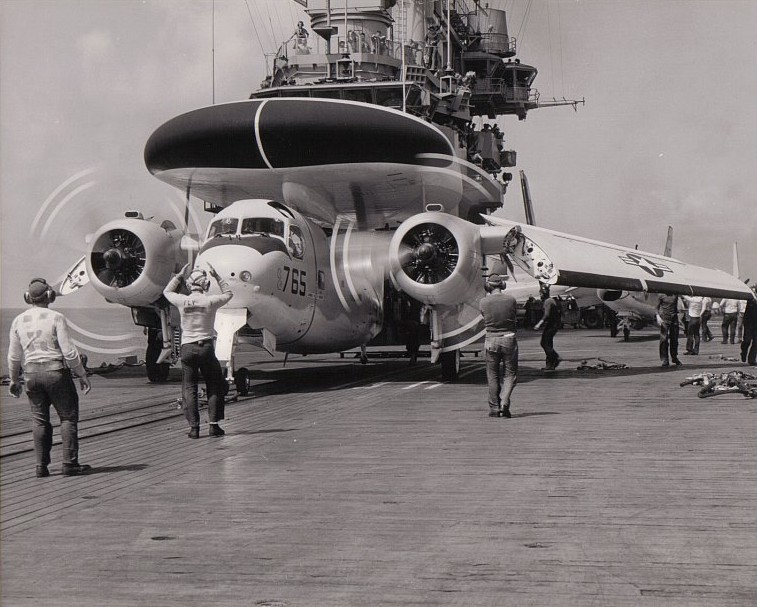
Un WF-2 del VAW-11 sulla catapulta della nel 1962.

XTF-1W/XWF-1
Prototipo senza gli strumenti elettronici (BuNo 136792), poi ricostruito come C-1A.
WF-2
Versione AEW del TF-1 Trader, ridesignato E-1B nel 1962, 88 esemplari.
E-1B
Ridesignazione del WF-2 nel 1962.

## Utilizzatori
Stati Uniti
- United States Navy

## Esemplari in mostra
C'è un E-1B sul ponte di volo della USS Yorktown (CV-10) al museo navale e marittimo di Patriot's Point a Mount Pleasant, SC.

## Velivoli comparabili
Stati Uniti
- E-2 Hawkeye

 Regno Unito
- Fairey Gannet